# Еммануель 4
«Еммануель 4» — кінофільм, екранізація твору Еммануель Арсан.

## Сюжет
Сільвія любить Марка, але сумнівається в достовірності своїх почуттів. Вона вирішує зробити паузу в їх відносинах і їде з Лос-Анджелеса в Бразилію. Там Сільвії роблять пластичну операцію, яка повністю змінює її тіло. Сільвія зникає, а на її місці виникає абсолютно нова жінка — Еммануель. Оцінити її чудове тіло і невтомну спрагу любові належить пристрасним бразильським чоловікам.

## В ролях
- Сільвія Крістель — Сільвія
- Міа Нігрен — Еммануель
- Патрік Бошо — Марк
- Дебора Пауер — Донна
- Софі Бергер — Марія
- Жерар Дімільо — Родріго
- Соня Мартен — Сюзанна
- Крістіан Маркан — доктор Сантано
- Мерилін Джесс — Надін
- Фабріс Лукіні — Освальдо
- Гілберт Гроссо — Альфредо
- Жерар-Антуан Ері — Нельсон
- Крістофер Янг — Мігель
- Андре Меман — Рауль
- Тревор А. Стівенс — гість Рауля